# سوستنیو
سوستنیو (به ایتالیایی: Sostegno) یک کومونه در ایتالیا است که در استان بیه‌لا واقع شده‌است.

## خصوصیات
سوستنیو ۱۸٫۱ کیلومترمربع مساحت و ۷۶۱ نفر جمعیت دارد و ۳۷۸ متر بالاتر از سطح دریا واقع شده‌است.